# Орландо, Альберто
Альберто Орландо (итал. Alberto Orlando; 27 сентября 1938 года, Рим) — итальянский футболист, полузащитник.

## Биография
Альберто выступал за такие итальянские команды как «Рома», «Мессина», «Фиорентина», «Торино», «Наполи».
В составе «Фиорентины» разделил с игроком «Интера» Сандро Маццолой титул лучшего бомбардира чемпионата Италии 1964/65, забив 17 голов в сезоне.
За сборную Италии провел 5 матчей в период с 1962 по 1965 год. В отборочном матче Чемпионата Европы 1964 против Турции 2 декабря 1962 года в Болонье забил 4 мяча, обеспечив итальянцам победу 6:0 (два других гола тогда забил Джанни Ривера).